# Anton Domenico Parodi
Anton Domenico Parodi (Genova, tra il 1644 e il 1653 – Genova, post 1712) è stato uno scultore italiano.
Fu uno scultore italiano di epoca barocca, attivo a Genova, omonimo ma non parente dello scultore contemporaneo Domenico Parodi (Genova, 1672 – Genova, 19 dicembre 1742). Secondo il Ratti, fu apprendista a Roma nello studio di Gian Lorenzo Bernini, mentre rientrato in patria lavorò al fianco di Filippo Parodi, prima di aprire una bottega autonoma. Sposò una delle figlie del pittore Domenico Piola.

## Opere
Fra le sue opere si ricordano:
- Sepolcro di Giovanni Battista Raggi nella chiesa di S. Francesco d’Albaro a Genova
- Madonna assunta sull’altar maggiore della chiesa di S. Maria di Castello a Genova
- Battesimo di Cristo della Basilica di Santa Maria delle Vigne, del 1697 a Genova
- Madonna del Rosario, parrocchiale di Savignone
- Madonna con Gesù Bambino, cattedrale di Ventimiglia
- le statue di Luciano Centurione e di Paola Maria Saluzzo, scolpite nel 1686-87 per l’Albergo dei Poveri di Genova

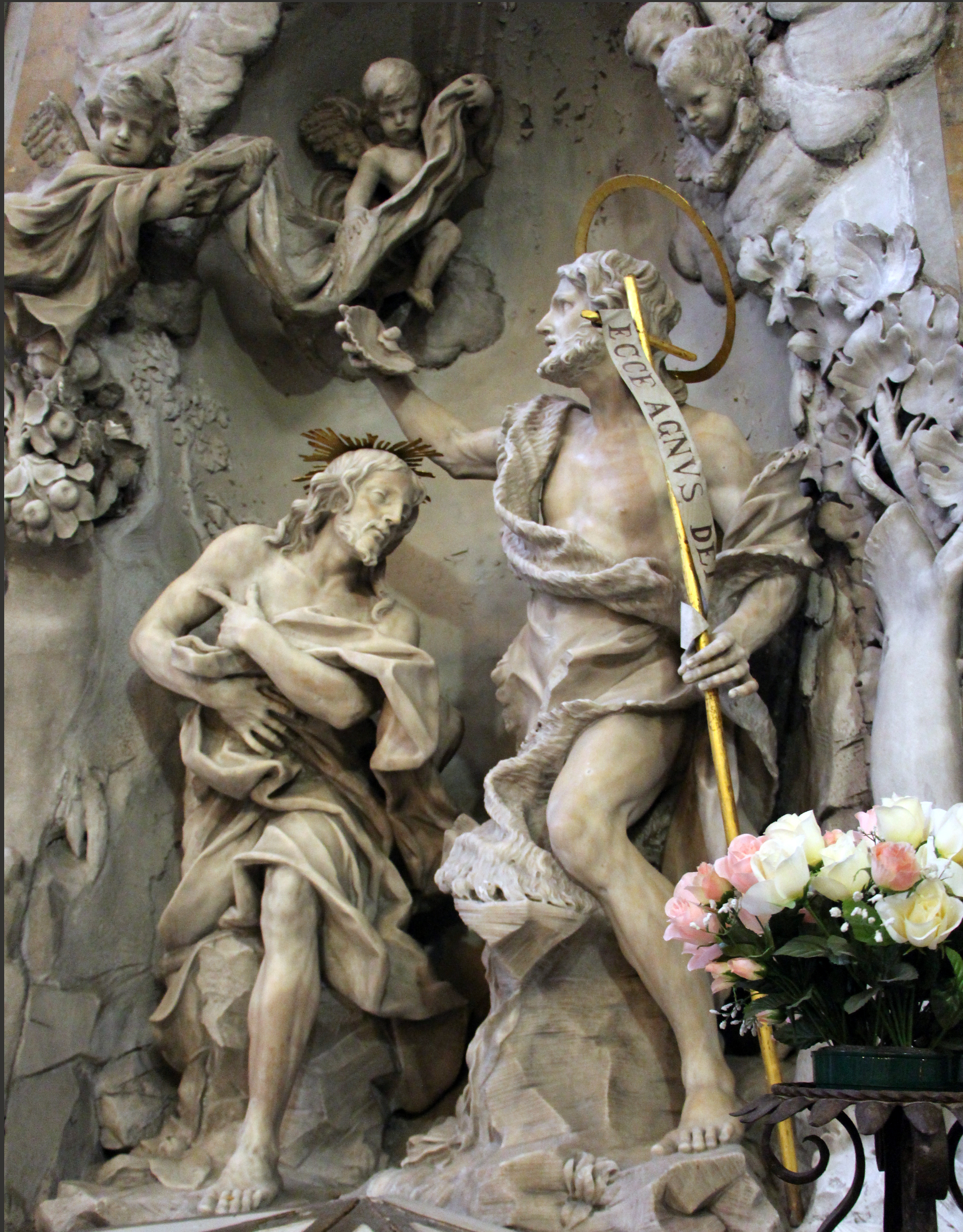
Battesimo di Cristo, Santa Maria delle Vigne, Genova
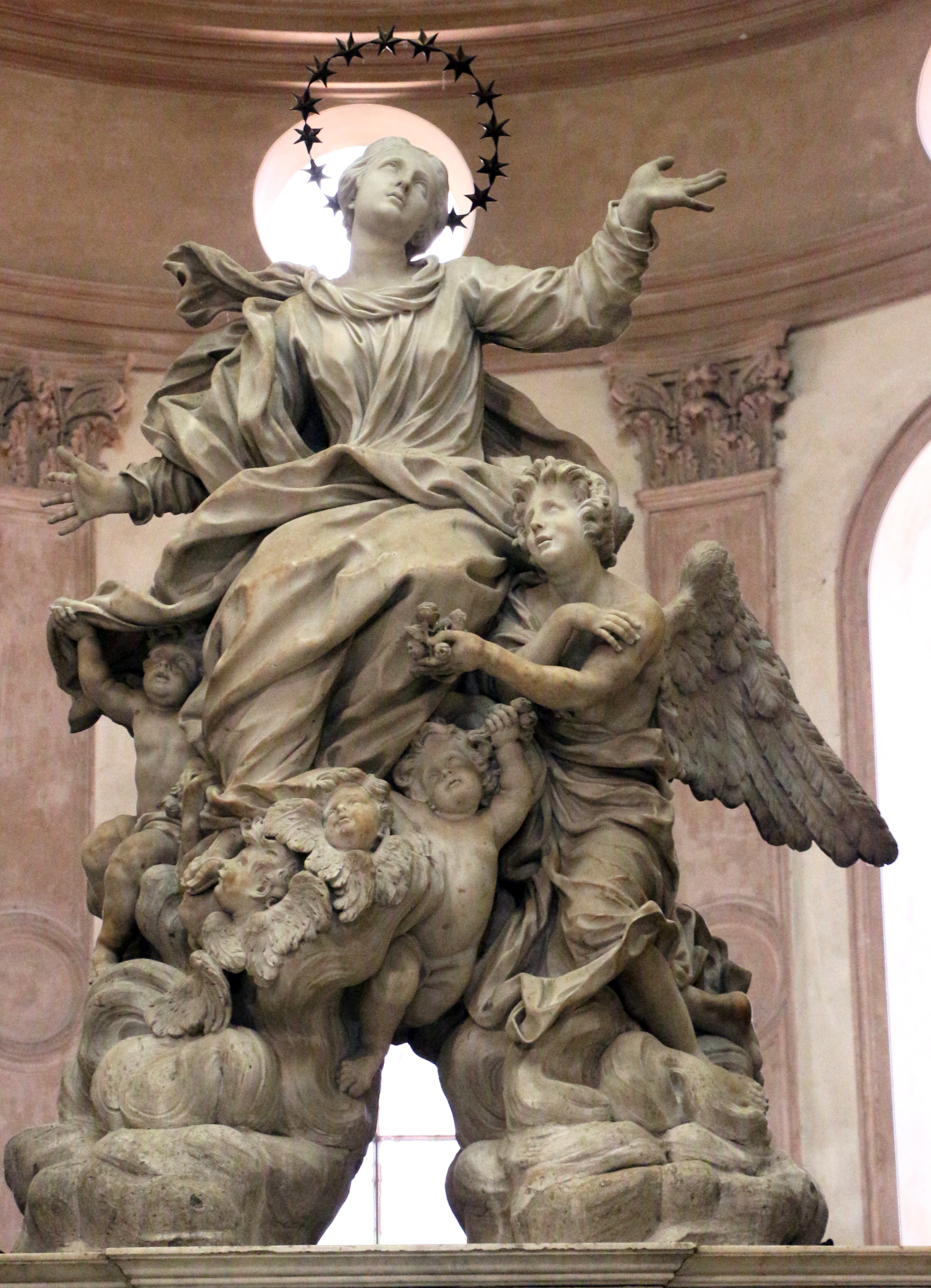
assunta, S. Maria di Castello a Genova